# Вестибуларен апарат
Вижте пояснителната страница за други значения на Апарат.
Вестибуларната система, още вестибуларен апарат (от латински: vestibulum – преддверие), е сензорна система, която осигурява пазенето на равновесие и пространствената ориентация при повечето бозайници. Благодарение на нея човек може да осъществява нормална двигателна активност, да получава информация за това, в какво положение се намира главата и останалите части от тялото в пространството, в какво положение се намира главата спрямо тялото, както и под какъв ъгъл се намират костите, образуващи дадена става. Също така тя дава информация за линейните или ъгловите ускорения на главата при движение.

## Устройство
Вестибуларната система е представлявана от горната част на ципестия лабиринт на вътрешното ухо. Другата част от същия този ципест лабиринт принадлежи към органа на слуха (охлюва, наречен така поради специфичната си форма). Равновесната (горна) част на ципестия лабиринт е изградена от две торбички (utriculus и sacculus), разположени в преддверието (в началото) на костния лабиринт (обграждащ ципестия лабиринт) и три полуокръжни канала, които са разположени в трите основни равнини (те са перпендикулярни една на друга). В тяхната вътрешност има течност – ендолимфа. На определени места в двете торбички и в полуокръжните канали се намират специални сетивни клетки. Те имат израстъци, които са потопени в желеобразна материя. При двете торбички върху нея (желето) се намират малки кристалчета от калциев карбонат (CaCO3). При наклоняване или движение на главата с помощта на ендолимфата и желеобразната материя се дразнят съответните рецепторни клетки на равновесието. Под тяхната основа се намират влакната на равновесния нерв, който изпраща информацията до съответните зони на мозъка (най-вече към корите на малкия мозък и на крайния/голям мозък, които са част от главния мозък на централната нервна система).
Преместването на флуида натиска върху структурата, наречена кулула, която съдържа космически клетки, които трансдуцират механичното движение към електрически сигнали.